# Pottermore
Wizarding World (раніше Pottermore) — сайт Джоан Роулінг, розроблений TH_NK і спонсорований Sony. На сайті продаються електронні версії аудіокниги семи романів про Гаррі Поттера, а також представлено понад 18 тисяч слів додаткового вмісту. Також учасники зможуть знову «перечитати» книги, виконуючи різні завдання. У кожного учасника буде свій профіль, приналежність до одного з чотирьох факультетів, своя чарівна паличка і навіть рахунок у банку Ґрінґотс. Сайт запущений 31 липня 2011 року (у день народження Роулінг і персонажа Гаррі Поттера) для реєстрації першого мільйона фанатів протягом тижня. Вільна реєстрація відкрита 14 квітня 2012 року. [n]

## Історія
Pottermore розроблявся протягом двох років. Адміністратор фан-сайту The Leaky Cauldron Меліса Анеллі була залучена до проєкту з жовтня 2009 року.
Вебсторінка з анонсом проєкту вперше з'явилася в червні 2011 року. Сторінка посилалася на інтерактивний YouTube-канал зі зворотним відліком. Роулінг розповіла про деякі деталі сайту в YouTube-відео 23 червня 2011 року.

### Випробування «Magic pen»
Сайт був запущений 31 липня 2011 року, і величезна кількість людей намагалася його відвідати. У тих, хто зміг потрапити на Pottermore, була можливість узяти участь у випробуванні «Чарівне перо». Успішно пройшовши його, вони отримували можливість зареєструватися на сайті. Випробування у різному вигляді було доступне протягом 7 днів, кожен день відповідав певній книзі в серії: перший день — книзі «Гаррі Поттер і філософський камінь» і так далі. Щодня ставилося питання, яке належало до відповідної книги. Відповівши на нього, користувач отримував можливість зареєструватися. Реєстрація була доступна приблизно 143 тисячам користувачів у день протягом семи днів до 6 серпня 2011 року — до мільйона користувачів загалом.
| Дата     | Запитання | Відповідь                                        | Час початку (BST/MSK) | Час кінця (BST/MSK) | Сайт | Дія                                                                                   |
| -------- | --- | ------------------------------------------------ | --------------------- | ------------------- | --- | ------------------------------------------------------------------------------------- |
| 31 липня | Скільки видів сов було на вивісці магазину «Eeylops Owl Emporium»? Відповідь помножити на 49.                                                    | 245 (всього видів було 5 — розділ «Алея Діагон») | 9:00/12:00            | 11:00/14:00         | http://www.sony.com | Натиснути[недоступне посилання з червня 2019] на чарівне перо, яке плаває серед інших |
| 1 серпня | Укажіть номер розділу, в якому професорка Макґонеґел скасувала квідичний матч між Ґрифіндором і Гафелпафом? Відповідь помножити на 42.           | 588 (розділ 14 «Корнеліус Фадж»)                 | 10:00/13:00           | 11:17/14:17         | http://harrypotter.warnerbros.com/ [Архівовано 28 січня 2006 у Wayback Machine.] (сайт фільму «Гаррі Поттер і смертельні реліквії») | Знайти перо, приховане в образах                                                      |
| 2 серпня | На скільки очок Грифіндор випереджав Слизерин у квіддичному матчі, коли Гаррі спіймав снич, будучи на третьому курсі? Відповідь помножити на 35. | 2100 (60 очок)                                   | 11:00/14:00           | 11:57/14:57         | Онлайн-стаття на сайті The Guardian                                                                                                 | «Підтримувати» перо, що знаходиться серед реклами, переміщаючи курсор під ним.        |
| 3 серпня | Скільки учнів взяли участь в Турнірі трьох чарівників, коли Гаррі був на четвертому курсі? Відповідь помножити на 28.                            | 112 (4 учня)                                     | 15:30/18:30           | 16:03/19:03         | Сторінка Sony про Гаррі Поттера (пізніше пропущена через проблеми)                                                                  |                                                                                       |
| 4 серпня | Який номер будинку-штаб-квартири Ордену Фенікса на площі Гриммо? Відповідь помножити на 21.                                                      | 252 (будинок 12)                                 |                       | 19:00/22:00         | Сторінка Scholastic про Гаррі Поттера                                                                                               |                                                                                       |
| 5 серпня | Скільки голів у книзі «Гаррі Поттер і Напівкровний Принц»? Відповідь помножити на 14.                                                            | 420 (у книзі 30 голів)                           |                       |                     | Сайт парку про Гаррі Поттера в Орландо                                                                                              |                                                                                       |
| 6 серпня | Скільки існує Дарів Смерті? Відповідь помножити на 7.                                                                                            | 21 (3)                                           | 1:00/4:00             | 3:00/6:00           | Перекладач зміїної мови Warner Brothers                                                                                             |                                                                                       |

3 серпня користувачі спочатку перенаправлялися на сторінку про Гаррі Поттера на сайті Sony, але після оновлення сторінки вони перенаправлялися на сторінку реєстрації.
6 серпня було останнім днем випробування «Чарівного пера». Після того, як ліміт кількості користувачів був вичерпаний, рання реєстрація на Pottermore була закрита. Іншим користувачам довелося чекати офіційного запуску сайту в кінці жовтня. Проте в кінці жовтня адміністрація оголосила про перенесення дати відкриття на невизначений термін. 14 квітня 2012 року відкрилася вільна реєстрація на Pottermore.
Pottermore був доступний англійською, французькою, німецькою, італійською та іспанською мовами. Планується додавання й інших мов. Відстежувати появу нових доступних мов можна у блозі розробників.